# Jafre
Jafre település Spanyolországban, Girona tartományban. Jafre Garrigoles, Verges, Foixà, Colomers és Vilopriu községekkel határos. Lakosainak száma 387 fő (2024).

## Népesség
A település népessége az elmúlt években az alábbi módon változott:
| Lakosok száma | 256  | 529  | 542  | 440  | 353  | 359  | 419  | 396  | 380  | 387  |
|               | 1717 | 1887 | 1936 | 1960 | 1986 | 2004 | 2009 | 2014 | 2019 | 2024 |